# Adrián García
Pour les articles homonymes, voir García.
Adrián Alonso García Sobarzo, né le 25 mai 1978 à Concepción, est un joueur de tennis chilien, professionnel de 1998 à 2011.
En 2003, il remporte la médaille d'argent en double aux Jeux panaméricains à Saint-Domingue, avec son compatriote Marcelo Ríos. Quatre ans plus tard, aux Jeux panaméricains de Rio de Janeiro, il décroche les médailles d'argent en simple et en double avec Jorge Aguilar.
Il participe à la finale de la World Team Cup 2004, avec Fernando González et Nicolás Massú. Alors que le Chili mène 2-0 dans la finale et a donc déjà remporté le tournoi, Adrián García est associé à Massú pour disputer le match de double, sans enjeu.
En Coupe Davis, il joue 9 rencontres de 2000 à 2006, et possède un ratio favorable (6 victoires - 5 défaites, simple et double confondus).
S'il ne brille pas sur le circuit principal (103e rang mondial en 2004), il remporte quand même dix tournois sur le circuit Challenger (3 en simple, 7 en double) et y dispute seize autres finales perdues (8 en simple, 8 en double).

## Parcours en Grand Chelem
Adrián García n'a participé qu'une seule fois à un tournoi du Grand Chelem, en simple lors de Wimbledon 2005.

### En simple
| Année | Open d'Australie | Open d'Australie | Internationaux de France | Internationaux de France | Wimbledon       | Wimbledon    | US Open | US Open |
| ----- | ---------------- | ---------------- | ------------------------ | ------------------------ | --------------- | ------------ | ------- | ------- |
| 2005  | —                | —                | —                        | —                        | 1er tour (1/64) | J. Gimelstob | —       | —       |

N.B. : à droite du résultat se trouve le nom de l'ultime adversaire.